# José Pedro Cardoso e Silva
José Pedro Cardoso e Silva ComC • CvNSC foi um militar português.

## Biografia
Familiar do Santo Ofício da Inquisição de Coimbra por Carta de 1 de Junho de 1803, tendo sido um dos últimos, Comendador da Ordem Militar de Cristo, Cavaleiro da Ordem de Nossa Senhora da Conceição de Vila Viçosa, condecorado com a Cruz de duas Campanhas da Guerra Peninsular e com o Laço de Distinção no braço direito, Brigadeiro reformado de Infantaria, etc.

## Casamento e descendência
Casou com Maria José Mariana Verney, sobrinha-neta do Padre Luís António Verney. Foram pais de António Casimiro Cardoso da Silva, 1.º Visconde de Godim.